# Record d'Europe du 1 500 mètres
Pour un article plus général, voir Records d'Europe d'athlétisme.
Les records d'Europe du 1 500 mètres sont actuellement détenus par le Norvégien Jakob Ingebrigtsen, crédité de 3 min 26 s 73 le 12 juillet 2024 à Monaco, et par la Russe Tatyana Kazankina qui, sous les couleurs de l'URSS, établit le temps de 3 min 52 s 47, le 13 août 1980 à Zurich.
Le premier record d'Europe du 1 500 m homologué par l'Association européenne d'athlétisme est celui du Suédois John Zander en 1917 en3 min 54 s 7. En 1979, le Britannique Sebastian Coe devient, avec son temps de 3 min 32 s 03, le premier détenteur du record d'Europe de la discipline mesuré à l'aide du chronométrage électronique.

## Progression du record d'Europe

### Hommes
38 records d'Europe masculins ont été homologués par l'AEA.
| Temps                      | Athlète             | Lieu           | Date              |
| -------------------------- | ------------------- | -------------- | ----------------- |
| Chronométrage manuel       |                     |                |                   |
| 3 min 54 s 7               | John Zander         | Stockholm      | 5 août 1917       |
| 3 min 52 s 6               | Paavo Nurmi         | Helsinki       | 19 juin 1924      |
| 3 min 51 s 0               | Otto Peltzer        | Berlin         | 11 septembre 1926 |
| 3 min 49 s 2               | Jules Ladoumègue    | Paris          | 5 octobre 1930    |
| 3 min 49 s 2               | Luigi Beccali       | Turin          | 9 septembre 1933  |
| 3 min 49 s 0               | Luigi Beccali       | Milan          | 17 septembre 1933 |
| 3 min 48 s 6               | Miklós Szabó        | Budapest       | 3 octobre 1937    |
| 3 min 47 s 6               | Gunder Hägg         | Stockholm      | 10 août 1941      |
| 3 min 45 s 8               | Gunder Hägg         | Stockholm      | 17 juillet 1942   |
| 3 min 45 s 0               | Arne Andersson      | Göteborg       | 17 août 1943      |
| 3 min 43 s 0               | Gunder Hägg         | Göteborg       | 17 juillet 1944   |
| 3 min 43 s 0               | Lennart Strand      | Malmo          | 15 juillet 1947   |
| 3 min 43 s 0               | Werner Lueg         | Berlin         | 29 juin 1952      |
| 3 min 42 s 4               | Sándor Iharos       | Oslo           | 3 août 1954       |
| 3 min 40 s 8               | Sándor Iharos       | Helsinki       | 28 juillet 1955   |
| 3 min 40 s 8               | László Tábori       | Oslo           | 6 septembre 1955  |
| 3 min 40 s 8               | Gunnar Nielsen      | Oslo           | 6 septembre 1955  |
| 3 min 40 s 6               | István Rózsavölgyi  | Tata           | 3 août 1956       |
| 3 min 40 s 2               | Olavi Salsola       | Turku          | 11 juillet 1957   |
| 3 min 40 s 2               | Olavi Salonen       | Turku          | 11 juillet 1957   |
| 3 min 38 s 1               | Stanislav Jungwirth | Stara Boleslav | 12 juillet 1957   |
| 3 min 37 s 8               | Michel Jazy         | Colombes       | 28 juillet 1963   |
| 3 min 36 s 4               | Jürgen May          | Erfurt         | 14 juillet 1965   |
| 3 min 36 s 3               | Michel Jazy         | Sochaux        | 25 juin 1966      |
| 3 min 34 s 0               | Jean Wadoux         | Paris          | 23 juillet 1970   |
| 3 min 32 s 8               | Sebastian Coe       | Oslo           | 17 juillet 1979   |
| Chronométrage électronique |                     |                |                   |
| 3 min 32 s 03              | Sebastian Coe       | Zurich         | 15 août 1979      |
| 3 min 32 s 09              | Steve Ovett         | Oslo           | 15 juillet 1980   |
| 3 min 31 s 36              | Steve Ovett         | Coblence       | 27 août 1980      |
| 3 min 30 s 77              | Steve Ovett         | Rieti          | 4 septembre 1983  |
| 3 min 29 s 67              | Steve Cram          | Nice           | 16 juillet 1985   |
| 3 min 28 s 95              | Fermín Cacho        | Zurich         | 13 août 1997      |
| 3 min 28 s 81              | Mohamed Farah       | Monaco         | 19 juillet 2013   |
| 3 min 28 s 68              | Jakob Ingebrigtsen  | Monaco         | 14 août 2020      |
| 3 min 28 s 32              | Jakob Ingebrigtsen  | Tokyo          | 7 août 2021       |
| 3 min 27 s 95              | Jakob Ingebrigtsen  | Oslo           | 15 juin 2023      |
| 3 min 27 s 14              | Jakob Ingebrigtsen  | Chorzów        | 16 juillet 2023   |
| 3 min 26 s 73              | Jakob Ingebrigtsen  | Monaco         | 12 juillet 2024   |

### Femmes
12 records d'Europe féminins ont été homologués par l'AEA.
| Temps         | Athlète              | Lieu     | Date              |
| ------------- | -------------------- | -------- | ----------------- |
| 4 min 17 s 3  | Anne Smith           | Chiswick | 3 juin 1967       |
| 4 min 15 s 6  | Maria Gommers        | Sittard  | 24 octobre 1967   |
| 4 min 12 s 4  | Paola Pigni          | Milan    | 2 juillet 1969    |
| 4 min 10 s 7  | Jaroslava Jehlickova | Athènes  | 20 septembre 1969 |
| 4 min 9 s 6   | Karin Burneleit      | Helsinki | 15 août 1971      |
| 4 min 6 s 9   | Lyudmila Bragina     | Moscou   | 18 juillet 1972   |
| 4 min 6 s 5   | Lyudmila Bragina     | Munich   | 4 septembre 1972  |
| 4 min 5 s 1   | Lyudmila Bragina     | Munich   | 7 septembre 1972  |
| 4 min 1 s 4   | Lyudmila Bragina     | Munich   | 9 septembre 1972  |
| 3 min 56 s 0  | Tatyana Kazankina    | Podolsk  | 28 juin 1976      |
| 3 min 55 s 0  | Tatyana Kazankina    | Moscou   | 6 juillet 1980    |
| 3 min 52 s 47 | Tatyana Kazankina    | Zurich   | 13 août 1980      |